# Charles de Mazade
Louis Charles Jean Robert de Mazade–Percin, född den 19 mars 1820 i Castelsarrasin, departementet Tarn-et-Garonne, död den 19 april 1893 i Paris, var en fransk skriftställare. 
de Mazade utgav 1841 ett häfte lyrik (Odes) och blev 1846 ständig medarbetare i "Revue des deux Mondes", vars politiska översikter han skrev i moderat riktning 1852–1858 och 1868 ff. de Mazade, som 1882 blev ledamot av Franska akademien, utgav bland annat L'Espagne contemporaine (1855), L'Italie moderne (1860), La Pologne contemporaine (1863; svensk översättning "Polen i våra dagar", 1864), Lamartine (1872), Portraits d'histoire morale et politique du temps (1875), Le comte de Cavour (1877), M. Thiers (1884) och Metternich (1889).